# Ankurhati
Ankurhati è una suddivisione dell'India, classificata come census town, di 7.787 abitanti, situata nel distretto di Howrah, nello stato federato del Bengala Occidentale. In base al numero di abitanti la città rientra nella classe V (da 5.000 a 9.999 persone).

## Geografia fisica
La città è situata a 22° 36' 24 N e 88° 14' 29 E.

## Società

### Evoluzione demografica
Al censimento del 2001 la popolazione di Ankurhati assommava a 7.787 persone, delle quali 4.138 maschi e 3.649 femmine. I bambini di età inferiore o uguale ai sei anni assommavano a 1.016, dei quali 530 maschi e 486 femmine. Infine, coloro che erano in grado di saper almeno leggere e scrivere erano 5.498, dei quali 3.069 maschi e 2.429 femmine.